# Franjo Šeper
Franjo Šeper, né le 2 octobre 1905 à Osijek, en Croatie, alors pays de l'Empire austro-hongrois, et mort le 30 décembre 1981 à Rome, est un cardinal croate de  l'Église catholique de l'ex-Yougoslavie. Il a été archevêque de Zagreb puis préfet de la congrégation pour la doctrine de la foi au Vatican.

## Biographie
Né en 1905 de parents croates, Vjekoslav et Maria Šeper, Franjo (François en français) est l'aîné de quatre enfants : Ivka, Štefica et Mirko (Štefica meurt en bas âge). En 1910, la famille déménage dans la capitale de la Croatie, Zagreb. Franjo Šeper entre au séminaire de Zagreb en 1924 puis est très vite envoyé à Rome par le cardinal Antun Bauer pour y poursuive ses études. Il obtient un doctorat en philosophie en 1927 et un doctorat en théologie en 1931. Il est ordonné prêtre à Rome en 1930. 
Il exerce une activité pastorale à Zagreb, y est professeur, secrétaire de l'archevêque, recteur du séminaire et administrateur de la paroisse du Christ-Roi. Il est nommé archevêque titulaire de Philippopolis-en-Thrace (de) et coadjuteur de Zagreb par le pape Pie XII en 1954. Il succède au cardinal Alojzije Stepinac comme archevêque de Zagreb en 1960. Il participe à ce titre au concile Vatican II de 1962 à 1965.
Le pape Paul VI le créé cardinal lors du consistoire du 22 février 1965 au titre de Santi Pietro e Paolo. 
Il renonce à sa charge de préfet de la Congrégation pour la doctrine de la foi en novembre 1981. Il meurt à Rome, un mois plus tard, le 30 décembre 1981.

## Cardinal-préfet de la Congrégation pour la doctrine de la foi
Le cardinal Šeper est l'auteur de « Mysterium Ecclesiae » qui précise l'ecclésiologie de l'Église romaine, à la suite de la publication de la constitution « Lumen gentium » proclamée par le concile Vatican II. 
En 1974, la congrégation publie un texte rappelant le refus traditionnel de l'Église de toutes les manœuvres abortives.
En 1975, il signe une déclaration sur l'éthique sexuelle en général qui traite en particulier de l'homosexualité humaine. Ce texte est intitulé Persona humana (en).
En juin de la même année, il a dirigé une étude sur la démonologie.

## Sources
- (hr) Đuro Pukec et Vladimir Stanković, Šeper : građa za životopis, t. 1 et 2, Zagreb, Édition "Nadbiskuski Duhovni Stol, 1982.